# Psych: The Movie
Série Psych : Enquêteur malgré lui
Saison 8
(2014) Psych 2: Lassie Come Home
(2020)
Pour plus de détails, voir Fiche technique et Distribution.
Psych: The Movie est un téléfilm américain réalisé par Steve Franks (en), diffusé le 7 décembre 2017 sur USA Network,. Il fait suite à la série télévisée américaine Psych : Enquêteur malgré lui (Psych) et se déroule trois ans après les derniers évènements de la série.
Lors d'une interview, Steve Franks, créateur de la série, explique qu'il a pour projet de réaliser cinq suites sous forme de téléfilm. Après ce téléfilm, les intrigues se poursuivront dans Psych 2: Lassie Come Home diffusé en 2020, puis dans Psych 3: This Is Gus, annoncé en mai 2021.

## Synopsis
Trois ans plus tard, Shawn Spencer, Burton Guster et Juliet O'Hara vivent désormais à San Francisco où ils ont ouvert une agence de détectives privés, intitulée « Psychphransisco ». C'est alors que le coéquipier de Juliet, Sam, est abattu. L'équipe tente de découvrir qui est l'assassin. De plus, alors qu'une mystérieuse organisation fait chanter Juliet (en insinuant qu'elle est impliquée dans une affaire illégale), Shawn refuse de se marier jusqu'à ce qu'il retrouve la bague de fiançailles volée de sa grand-mère.
De son côté, Gus est poursuivi par une jolie femme qui utilise ses charmes pour arriver à ses fin, pendant qu'Iris, la fille du chef Vick, entretient des relations douteuses avec un groupe d'individus peu recommandable...

## Fiche technique
Sauf indication contraire, les informations mentionnées dans cette section peuvent être confirmées par la base de données cinématographiques IMDb,  présente dans la section « Liens externes ».
- Titre original : Psych: The Movie
- Réalisation : Steve Franks (en)
- Scénario : Steve Franks et James Roday, d'après la série télévisée Psych : Enquêteur malgré lui[4]
- Direction artistique : Eric Norlin
- Décors : Tamara Gauthier
- Musique : Adam Cohen et John Robert Wood
- Production :

Production exécutive : Steve Franks, Chris Henze, Dulé Hill, Kelly Kulchak et James Roday
- Sociétés de production : Pacific Mountain Productions, TagLine Television, Thruline Entertainment, Universal Cable Productions (en)
- Société de distribution : USA Network (télévision)
- Pays d'origine :  États-Unis
- Langue originale : anglais
- Format : couleur - 1,33:1 - son Dolby Digital
- Genre : Comédie dramatique
- Durée : 88 minutes
- Dates de sortie :
  - États-Unis : 7 décembre 2017 (1re diffusion sur USA Network)

## Distribution
Sauf indication contraire, les informations mentionnées dans cette section peuvent être confirmées par la base de données cinématographiques IMDb,  présente dans la section « Liens externes ».
- James Roday (VF : Guillaume Lebon) : Shawn Spencer
- Dulé Hill (VF : Lucien Jean-Baptiste) : Burton « Gus » Guster
- Timothy Omundson (VF : Gabriel Le Doze) : Carlton « Lassie » Lassiter
- Maggie Lawson (VF : Laura Blanc) : Juliet « Jules » O'Hara
- Kirsten Nelson (VF : Véronique Augereau) : chef Karen Vick
- Corbin Bernsen (VF : Philippe Peythieu) : Henry Spencer
- Zachary Levi (VF : Tanguy Goasdoué) : Thin White Duke
- Kurt Fuller (VF : Jean-François Kopf) : Woody Strode
- Jimmi Simpson : Mary Lightly
- Robert LaSardo (VF : José Luccioni) : El Proveedor
- Jazmyn Simon (VF : Laurence Mongeaud) : Selene
- Ralph Macchio (VF : Serge Faliu) : Nick Conforth
- Sage Brocklebank (VF : Sébastien Finck) : Buzz McNab
- Emma Tremblay (VF : Clara Quilichini) : Iris Vick
- Sam Huntington (VF : Hervé Rey) : Sam Sloan
- Julianna Guill : Dr Butterfly McMillan
- Charlotte Flair : Heather Rockrear
- Mena Suvari (VF : Edwige Lemoine) : Allison Cowley
- Carlos Jacott : le patron de Gus
- Nathan Mitchell (VF : Eilias Changuel) : Black Gentleman Ninja
- Dexter Bell : le garde de sécurité
- John Cena (VF : Raphaël Cohen) : Ewan O'Hara (caméo)

 Source et légende : version française (VF) sur RS Doublage

## Production

### Développement
Le 8 mai 2017, la chaîne USA Network a annoncé le lancement d'un téléfilm de deux heures faisant suite à la série Psych : Enquêteur malgré lui.
Steve Franks (en), créateur de la série, a coécrit le scénario avec l'acteur principal de la série James Roday (interprète de Shawn Spencer) et réalisé le téléfilm. Steve Franks a aussi déclaré : « Immédiatement après la fin de Psych, j'ai eu l'idée de proposer bien plus tard un retour de la série sous forme de téléfilm. J'espère même en faire cinq autres, après Psych: The Movie,. »

### Attribution des rôles
En mai 2017, les acteurs principaux de la série sont annoncés pour reprendre leur rôle respectif au sein du téléfilm.
En juin 2017, Zachary Levi a obtenu le rôle de l'ennemi de Shawn et Gus, nommé « Thin White Duke », Sage Brocklebank reprendra son rôle de Buzz McNab, Jazmyn Simon, celui de Selene - la véritable fiancée de Gus et Ralph Macchio pour reprendre son rôle de Nick Conforth, l'officier de police qui avait entraîné Shawn et Gus lors de la cinquième saison.
En juillet 2017, Charlotte Flair a été choisi pour interpréter le rôle de Heather Rockrear et Jimmi Simpson a confirmé qu'il reprendrait son rôle de Mary Lightly. Le même mois, il est annoncé que le rôle de Timothy Omundson (Carlton Lassiter) a dû être réduit en raison d'un accident vasculaire cérébral de l'acteur. Il n'apparaît finalement que dans une seule scène, n'ayant pu réintégrer le tournage avant sa fin.
En octobre 2017, John Cena a été confirmé pour reprendre son rôle d'Ewan O'Hara, le temps d'un caméo et Kurt Fuller également pour reprendre celui de Woody Strode.

### Tournage
Le tournage s'est déroulé du 25 mai au 18 juin 2017 à Vancouver, en Colombie-Britannique, au Canada.